# Godert van der Capellen
Godert Alexander Gerard Philip, Barão van der Capellen (Utrecht, 15 de dezembro de 1778 - De Bilt, 10 de abril de 1848) foi um estadista holandês de Utrecht.

## Biografia
Van der Capellen era filho de um coronel de cavalaria. Foi nomeado prefeito da Frísia em 1808 e logo depois ministro do Interior e membro do Conselho Privado. A seu conselho, o rei Luís Napoleão abdicou do trono em 1810 em favor de seu filho, Luís II. Van der Capellen não serve Napoleão I. Guilherme I, rei dos Países Baixos, nomeou-o ministro colonial e enviou-o como secretário do Reino Unido dos Países Baixos para Bruxelas.
Em 1815, van der Capellen tornou-se o governador-geral das Índias Orientais Holandesas, onde teve que lidar com uma rebelião nativa e com uma escassez de dinheiro. De fato, durante seu mandato em Java, seu poder era em grande parte cerimonial, pois seu auxiliar, Cornelis Theodorus Elout, tinha muito do poder real. O rei decretou liberdade de cultivo e comércio, e o tráfico de escravos foi proibido. Van der Capellen foi menos progressista do que outros comissários; depois que saíram em 1819, ele aumentou o poder dos chefes nativos. Ele protegeu o sistema de plantações de café do governo ao não permitir que colonos europeus se estabelecessem na área de Priangan, no oeste de Java., nem deixaria europeus ou chineses negociarem lá. Em 1824, ele cancelou contratos de arrendamento de terras, forçando os chefes nativos a pagar os adiantamentos recebidos, explorando ainda mais os cultivadores. Isso causou agitação em Yogyakarta . À medida que o boom do pós-guerra nas exportações de café e açúcar diminuía, os portos javaneses entraram em déficit. O dinheiro foi gasto reprimindo distúrbios fora de Java em Maluku (Molucas), Kalimantan (Bornéu), Sulawesi (Celebes), Palembang e na costa oeste de Sumatra.. Van der Capellen fez um tour em 1824 e aboliu o odiado limite no número de árvores de especiarias. A proposta de Muntinghe para uma empresa nacional sob o governo do rei Willem foi adotada em 1825 como a Sociedade Holandesa de Comércio, com 37 000 000 guilders em capital e pagando dividendos de 4,5%. Cultivadores duramente pressionados tinham que pagar impostos em dinheiro e procuravam agiotas chineses.
Ele foi ordenado de volta em 1825 e nomeado Presidente do Conselho de Curadores da Universidade de Utrecht em 1828. Em 1838, ele participou da coroação da rainha Victoria em Londres como o enviado holandês. Van der Capellen, em seguida, serviu como o Lord Chamberlain do rei William II. Ele morreu em abril de 1848 em De Bilt.